# Lent (Nijmegen)

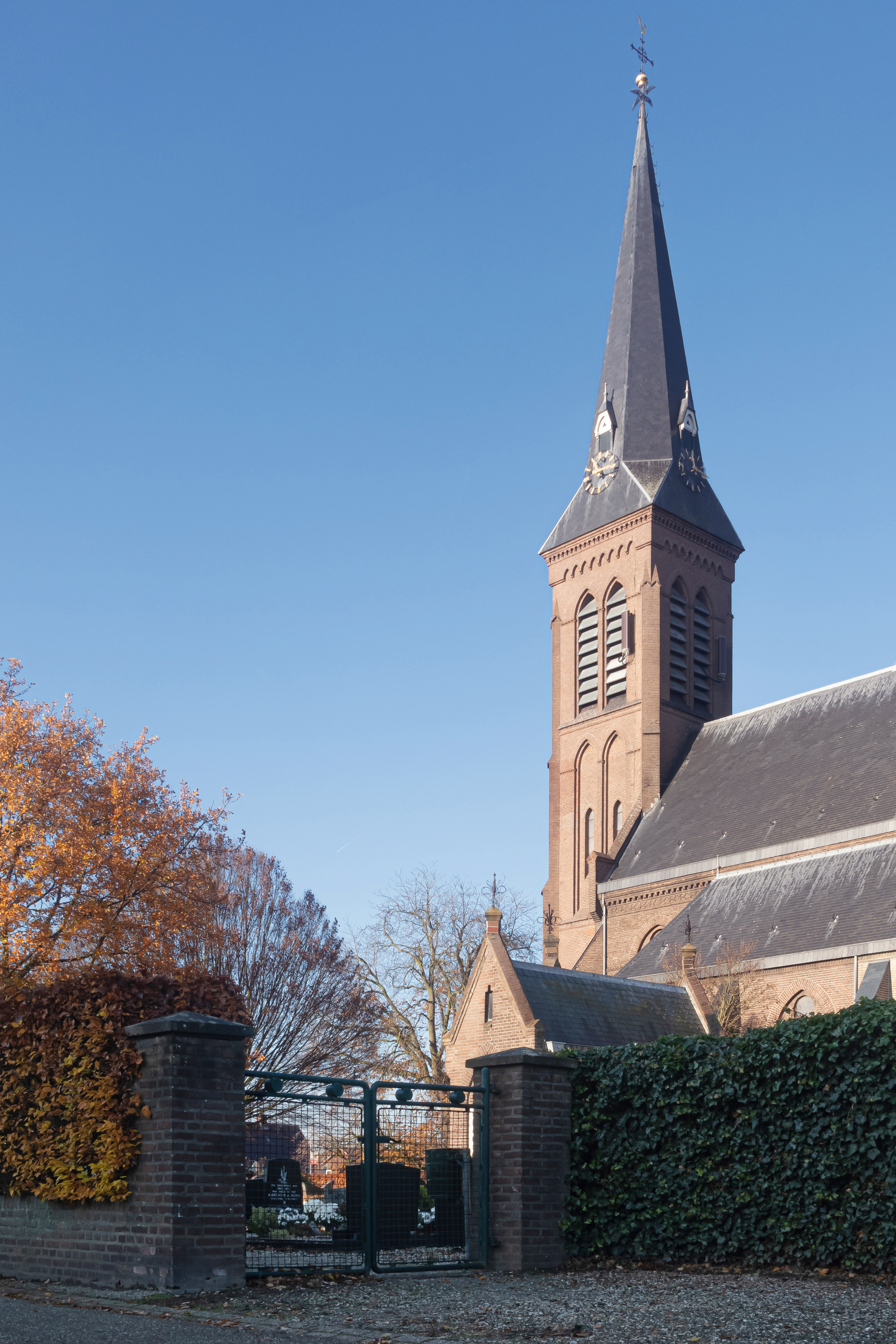
Lent, de Maria Geboortekerk

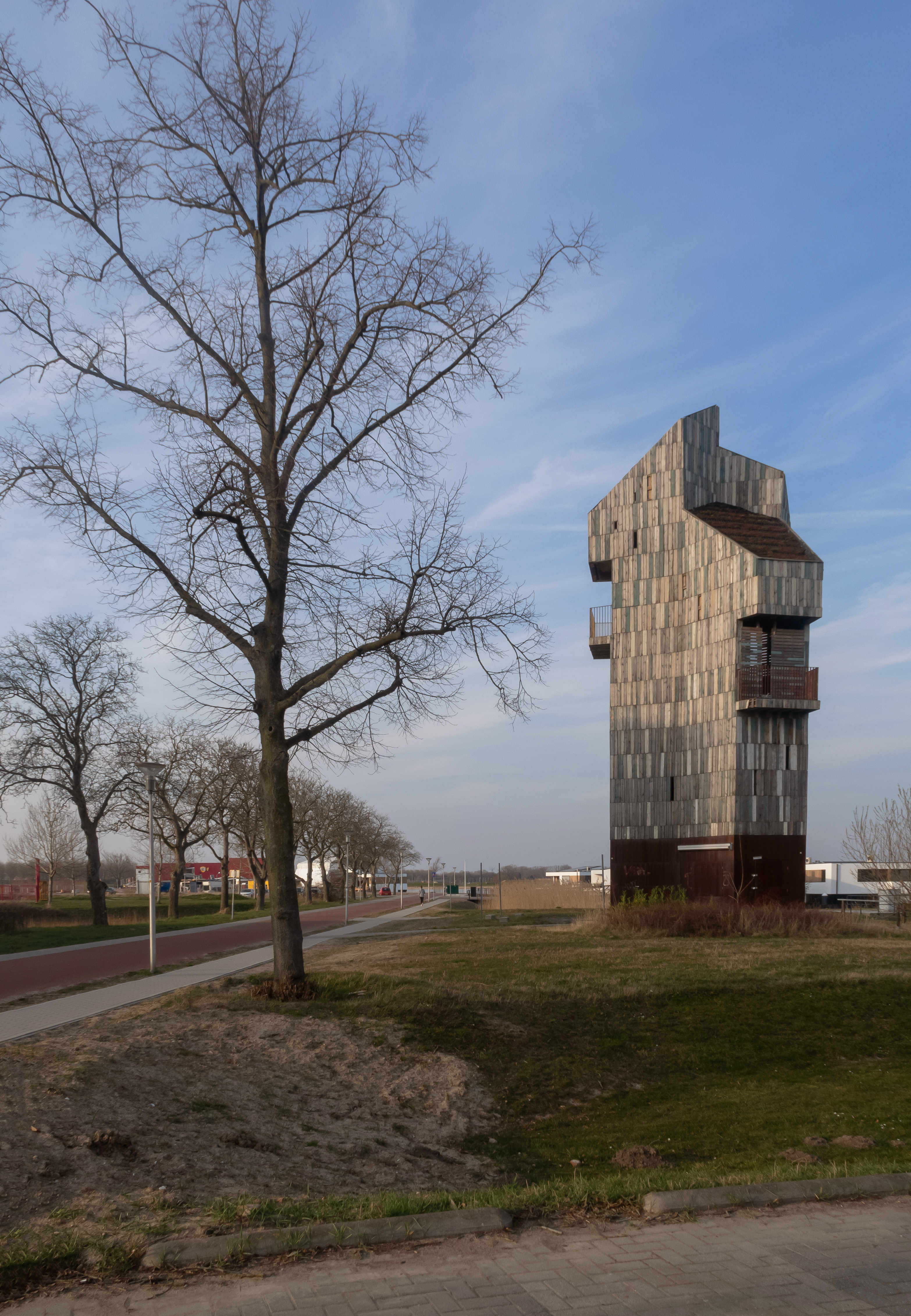
Lent, houten sculptuur (LENTmark) bij de Dalidastraat-Barbarastraat (is begin 2025 gesloopt wegens de slechte staat van het houten sculptuur)

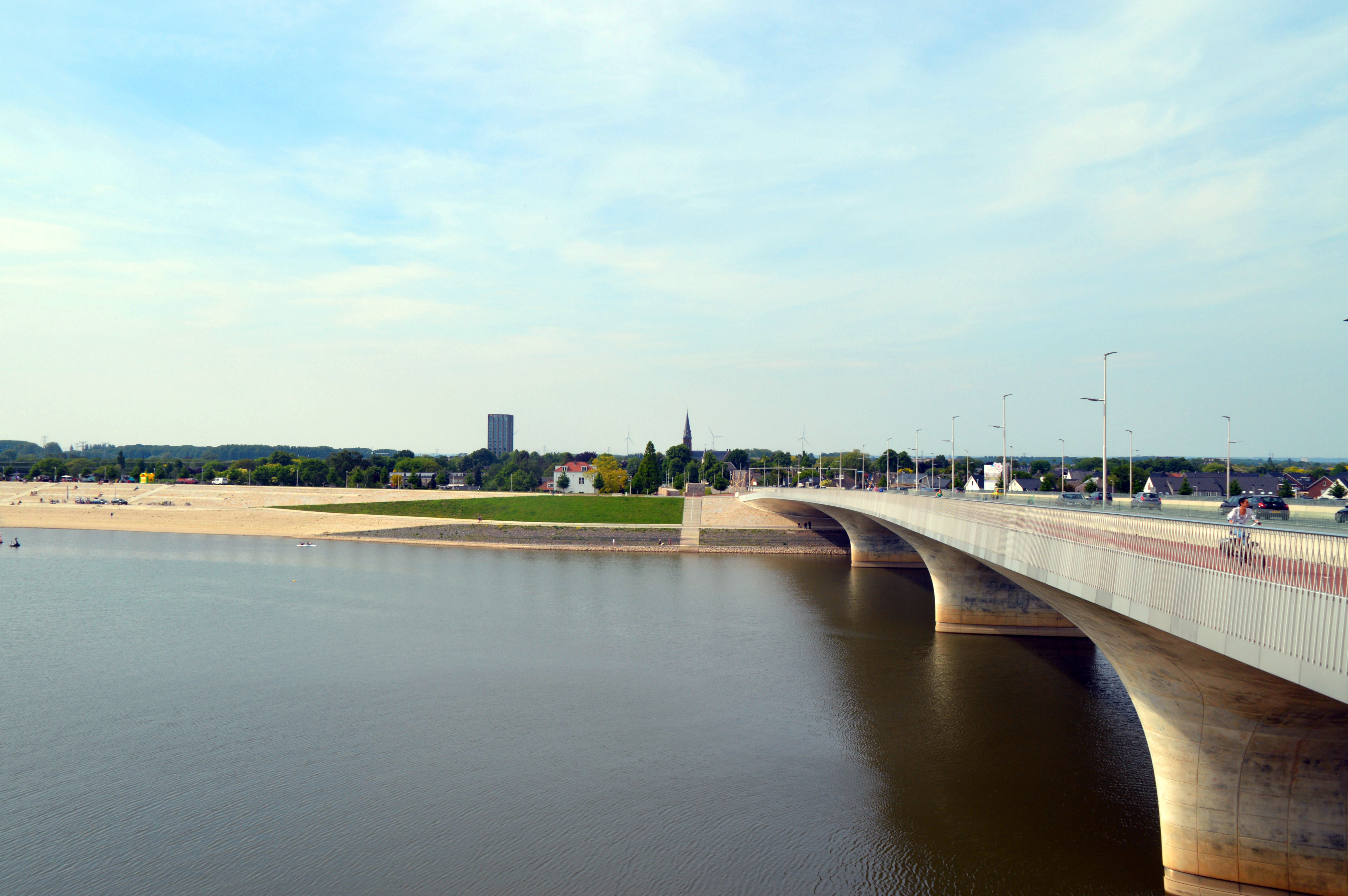
Lent vanaf de Waalbrug gezien

Lent is een plaats in de gemeente Nijmegen. Daarin vormt het een wijk in het stadsdeel Nijmegen-Noord aan de noordoever van de Waal.
Oorspronkelijk was Lent een zelfstandig dorp en tot 1818 een aparte gemeente. Daarna werd het onderdeel van de gemeente Elst, totdat het in het kader van de Waalsprong deel ging uitmaken van de gemeente Nijmegen. Sindsdien is het dorp uitgegroeid tot een integraal onderdeel van de stad, mede door het grootschalige stedelijke uitbreidingsproject Waalsprong, dat de noordelijke oever van de Waal ontwikkelt tot een moderne woon- en werkomgeving. 
Met 14.530 inwoners op 1 januari 2024 combineert Lent een dorps karakter met stedelijke invloeden, dankzij de nabijheid van het centrum van Nijmegen en de nieuwe infrastructuur, zoals de Oversteek en de spoorbrug.

## Geschiedenis
Lent is van oudsher de laatste oversteekplaats voor het noord-zuidverkeer over de Waal. De Waal was namelijk tot voor de aanleg van de kribben een serie ondiepe, meanderende geulen. In Lent zijn diverse graven gevonden uit de bronstijd, maar ook uit de eerdere periodes (zoals bij de Grote Boel) en rond het Zwarte Gat. Rond het dorpsplein zijn resten van een Romeinse straat gevonden. De Romeinen vonden de Lentse stranden vooral prettig vanwege de vele halfedelstenen die men er vond, vooral jaspis. 
Nadat de Romeinen dit gebied hadden verlaten, moeten er zich Merovingen in Lent hebben gevestigd. In de middeleeuwen stond bij Lent het Kasteel Lent en was de omgeving vooral de groentetuin voor Nijmegenaren. Later werd Lent de aanlegplaats van de veerpont naar Nijmegen, zodat de reizende personen gemakkelijker naar Arnhem en verder konden. Lent is economisch altijd in hoge mate afhankelijk van Nijmegen geweest.
In Lent werd in 1610 de Grift aangelegd, een trekvaart tussen Lent en Elden. De uitgegraven grond werd gebruikt voor de Griftdijk, een weg door de Betuwse klei naar Elst en Elden die werd bezand en later bestraat en in de 18e eeuw de trekvaart overbodig maakte. De Grift is uiteindelijk in 1930 gedempt, en de Griftdijk werd een Nijmeegse singel. Met de Waalbrug kwam er ook een nieuwe snelweg, die het dorp feitelijk in tweeën splitste.
Lent was tot 1 januari 1818 een zelfstandige gemeente. Vervolgens maakte het dorp tot 1998 deel uit van de toenmalige gemeente Elst. Het gebied herbergde van oudsher veel bedrijven in de land- en glastuinbouw, die echter onder druk kwamen te staan vanaf het moment dat Lent onder de gemeente Nijmegen viel; veel kassen moesten plaats maken voor woningbouw.
In 1977 werd in Lent een deel van de oorlogsfilm A Bridge Too Far opgenomen, waarin het verhaal wordt naverteld van de Waaloversteek die de geallieerden tijdens de Tweede Wereldoorlog maakten. De betreffende scène is niet opgenomen op de plek waar het oversteken daadwerkelijk is gebeurd, maar enkele kilometers oostwaarts. Betonnen balken markeren de plaats aan het strand (paal 883) waar de oversteek plaatsvond.
In 2019 werd na onderzoek van Geodan (geo-ICT-bedrijf) geconcludeerd dat Lent de beste woonwijk van Nederland was. Ook in de landelijke Leefbarometer van het Ministerie van Binnenlandse Zaken en Koninkrijksrelaties kwam Lent goed uit de bus.

## Gebouwen
Het dorpsbeeld van Lent wordt sinds 1879 bepaald door de Maria Geboortekerk, een neogotische kruiskerk van architect Gerard te Riele. Op de begraafplaats ligt een van de beroemde Lentenaren begraven, dr. Huygen. Naast artiest en schrijver was hij de grondlegger van de moderne huisartsenij.
Daar vlak naast staat de Hervormde Kerk met witte voorgevel uit 1886. Een ander markant gebouw is het pompstation van Vitens aan de Vossenpelssestraat. Op de plek van het voormalige fort Knodsenburg staat nu een villa, maar de contouren van de noord- en zuidforten zijn nog zichtbaar in het landschap. Het oude Philipsgebouw, later bekend onder de naam Thermion, aan de voormalige A325 is in de Waalsprongplannen opgenomen als gezondheidscentrum. Veel andere oude gebouwen die de oorlogstijd nog hadden overleefd zouden met de dijkverlegging alsnog verdwijnen. Een uitzondering is het Witte Huis, een voormalig café aan de Grift waar passagiers uit de boten overstapten op de koets en de veerboot.

## Uitbreiding
Lent kreeg een belangrijke rol in de zogeheten Waalsprong, als beoogd 'stadseiland'. Er moesten uiteindelijk zo'n 17.000 woningen komen te staan op Lents grondgebied, naast diverse nieuwe voorzieningen, en een uitgebreid merengebied in de Landschapszone Nijmegen. In 2010 werd hierover de "Waalsprongfilm" gemaakt. In 2011 werden diverse korte films gemaakt uit het project Streetview.

## Vervoer
Lent had tot 1934 een treinstation op het traject Nijmegen - Arnhem, dat in de jaren veertig tijdelijk opnieuw werd gebruikt vanwege de verwoesting van de spoorbrug tijdens de Tweede Wereldoorlog. In 2002 werd het station heropend onder de naam Nijmegen Lent en in juni 2013 verder gemoderniseerd om ook de nieuwbouwwijken van Nijmegen-Noord te bedienen. 
Vanuit Lent ligt het centrum van Nijmegen op slechts 2 kilometer afstand. Het openbaar vervoer biedt goede verbindingen naar de stad en omliggende gebieden. Buslijn 15 van Breng rijdt door Lent zelf, terwijl de lijnen 330 en 331 via de Pastoor van Laakstraat, Laauwikstraat en station Nijmegen Lent passeren. Daarnaast rijdt lijn 14 een klein stuk door de Waalsprong, en lijn 33 doorkruist Lent kort na de Waalbrug.
Verder zijn er in Lent twee volledig uitgeruste fietswegen waar auto's wel zijn toegestaan, maar fietsers voorrang hebben. Dit zijn de Laauwikstraat en de Visveldsestraat.

## Bevolkingsontwikkeling
Bij het jaartal wordt steeds 1 januari van dat jaar aangehouden.
| Jaar | Aantal inwoners |
| ---- | --------------- |
| 1998 | 3.201           |
| 1999 | 3.294           |
| 2000 | 3.448           |
| 2001 | 3.397           |
| 2002 | 3.768           |
| 2003 | 3.840           |
| 2004 | 3.869           |
| 2005 | 4.060           |
| 2006 | 4.685           |
| 2007 | 5.692           |
| 2008 | 5.909           |
| 2009 | 6.284           |
| 2010 | 6.525           |
| 2011 | 6.660           |
| 2012 | 6.775           |
| 2013 | 7.344           |
| 2014 | 7.932           |
| 2015 | 8.510           |
| 2016 | 9.159           |
| 2017 | 10.120          |
| 2018 | 10.992          |
| 2019 | 11.178          |
| 2020 | 11.195          |
| 2021 | 11.630          |
| 2022 | 12.355          |
| 2023 | 13.400          |
| 2024 | 14.530          |

## Monumenten
- Lijst van rijksmonumenten in Lent
- Lijst van gemeentelijke monumenten in Lent

## Geboren in Lent
- Jan Anne Beijerinck (1800-1874), waterbouwkundige
- Gerardus Wilhelmus Kampschöer (1891-1963), burgemeester van Monster
- Frits Kuipers (1899-1943), voetballer, roeier en medicus
- Daan Disveld (1994), voetballer

## Woonachtig geweest in Lent
- Hans van Delft (1946-2020), ondernemer en sportbestuurder.

## Sport
- Zie de artikelen over voetbalclub DVOL en badmintonclub 't Pluumke
- Tennisvereniging LLTV
- Dansschool Aguanilé

Nijmegen · Lent      Buurtschap: Vossenpels (deels)

Gelderland: Steden en dorpen in Gelderland      Nederland: Provincies · Gemeenten